# Теория безгласных групп
Теория безгласных групп (англ. muted group theory) — критическая теория, согласно которой менее влиятельная социальная группа в обществе не имеет возможности свободно формулировать и излагать свои идеи по причине того, что окружающая их реальность формируется и контролируется более влиятельной социальной группой. Вследствие ограничений менее влиятельная группа становится безгласной, а формируемая ими реальность не получает репрезентации.

## Определение
Термин «безгласная группа» характеризует группу людей, обладающей недостаточной властью в обществе и чей голос вследствие отсутствия власти был приглушён. Данная группа должна приспосабливаться к господствующим нормам и языку, чтобы их идеи были услышаны и восприняты обществом.

## История возникновения понятия
Теория безгласных групп впервые была введена британскими антропологами Эдвином Арденером и Ширли Арденер в 1970-х годах. Э.Арденер выяснил, что результаты многих антропологических исследований были описаны с точки зрения мужской части населения и перенесены на культуру в целом. Они были ограничены одной реальностью и не включали в себя позицию женщин, детей и других групп, поскольку в рамках данной культуры их голоса подпадали под принятую в данной культуре иерархию.
Э.Арденер проводил свою первую полевую работу по данной теме в городе Эбо, в Нигерии, где в 1929 году произошло восстание женщин. Это исследование сопровождалось также сбором этнографического материала о женщинах и у женщин народа баквери в республике Камерун. На основе полученных данных Э.Арденер разделил людей на две группы: тех, кто обладает правом голоса, а потому контролирует «производство реальности», и тех, кого Арденер назвал «безгласными», то есть лишёнными права голоса, кто подвержен влиянию языковой системы, созданной первой группой, и как следствие, не может ни создавать собственную картину мира, ни добиться признания (к такой группе он относил женщин, детей и преступников). Вот как пишет об этом Ш.Арденер:

«В любом обществе существуют господствующие способы выражения, создаваемые доминирующими в нём структурами. Лишенная голоса группа в любой ситуации должна выражать себя в терминах доминирующего способа, а не той модели выражения, которую она могла бы создать сама»
— Арденер Ш.
Черис Кремери, исследователь проблем женщин, впервые ввела теорию безгласных групп в коммуникативистику. Согласно Ч.Кремери, язык определённой культуры не всегда используется всеми членами данного общества одинаково, поскольку не все члены общества вносят одинаковый вклад в его развитие. Теория определяет, что женщины, так же как и члены других зависимых групп, более ограничены, чем мужчины в формулировках своих высказываний, поскольку слова и нормы языка уже были сформулированы доминирующей группой (в данном случае мужчинами).

## Основные постулаты теории безгласных групп

### Теория безгласных групп в коммуникативистике
Теория безгласных групп определяет, у каких групп есть право голоса, кто вносит вклад в формирование языка. Но помимо этого, данная теория рассматривает и вопрос власти и влияния доминирующей группы в обществе, а также взаимодействия доминирующей и зависимой группы во время разговора и в письме. Согласно Ч.Кремери, в английском языке женщины более ограничены, поскольку они не развивают язык, который им приходится использовать. В своей работе «Мужчины и женщины говорят», Ч.Кремери выделила три центральных положения теории в отношении такой безгласной группы, как женщины (но они также релевантны, как считает Ч.Кремери, к другим безгласным группам):
1. Женщины воспринимают мир иначе, чем мужчины вследствие получения разного опыта и разделения труда;
2. Поскольку мужчины являются доминирующей группой в обществе, мужская картина мира также доминирует. Реальность, продуцируемая и воспринимаемая женщинами, рассматривается как менее компетентная.
3. Для того чтобы стать участниками общества, женщины должны трансформировать своё восприятие и модели восприятия применительно к условиям доминирующей группы[6].

### Теория безгласных групп в межкультурных коммуникациях
Теорию безгласных групп развил Марк Орбе, профессор департамента коммуникаций университета Западного Мичигана. В своих работах «Исследования проблем афроамериканцев в сфере коммуникаций: к более глубокому пониманию межэтнического общения» (1995) и «Построение сокультурной теории: экспликация культуры, власти и коммуникации» (1998) автор вывел, что исследования, проведённые доминирующей белой европейской культурой, создали общепринятое представление об афроамериканском общении. Как заявил М.Орбе, это представление способствовало созданию иллюзии, что все афроамериканцы, независимо от пола, возраста, класса или сексуальной ориентации, общаются аналогичным образом и им свойственны одни и те же модели поведения.
Основываясь на теории безгласных групп и собранных результатов 27 разных исследований, четырнадцати углублённых интервью и четырёх фокус групп, М.Орбе в «Закладывая основы сокультурной коммуникационной теории: индуктивный подход к изучению „недоминантных“ стратегий коммуникации и факторов, влияющих на них» разработал двенадцать разных стратегий, которые используют этнические группы в процессе коммуникации с доминантными группами другой культуры. Среди них тактика избегания, идеализированного общения, зеркального отражения, уважительного общения, самоцензуры, усиленной подготовки, противодействия стереотипам, манипулирования стереотипами, самоуверенного общения, повышенной видимости, использования связей и конфронтации.
1. Тактика избегания. Данная тактика, согласно М.Орбе, основывается на соблюдении дистанции зависимой группой при взаимодействии с представителями доминантной группы. Приводя примеры разговоров исследователей с афроамериканцами, автор отмечает, что для соблюдения дистанции может использоваться и невербальное поведение (увеличение пространства между коммуникантами, отсутствие зрительного контакта, язык тела).
2. Тактика «идеализированного» общения. Автором подчёркивается, что именно идеализированная коммуникация превозносит человеческие сходства над различиями. В этом случае автор приводит примеры различных представителей этнических групп, мировосприятие которых не изменилось при коммуникации с представителями доминантных групп, несмотря на выраженные предрассудки по отношению к ним.
3. Тактика зеркального отражения. Согласно М.Орбе, данная тактика основывается на минимизации культурной самобытности менее влиятельных групп и принятии поведенческих черт доминирующей группы. Для этнических групп минимизация выражается в избежании использования сленга и этнических идиом. Женщинам, согласно автору, необходимо перенимать поведение мужчин, чтобы быть услышанными.
4. Тактика уважительного общения. Данная тактика реагирования сосредоточена на «восхвалении» идеалов доминирующей группы, при котором закрепляется подчинённое положение менее влиятельной группы. Одним из таких примеров уважительной коммуникации является официальное (формальное) обращение к коллегам по работе.
5. Самоцензура. Как отмечает М.Орбе, в процессе сбора информации для своего исследования, он часто наталкивался на воспоминания других исследователей, в которых они описывали случаи, когда их респонденты были крайне негативно настроены против доминирующих групп. Однако, как заявляет автор, вместо того, чтобы противостоять им, они старались сдерживать свою реакцию.
6. Усиленная подготовка. Данная стратегия предполагает, что только после длительной подготовки менее влиятельные группы становятся открытыми к общению с доминантными группами.
7. Противодействие стереотипам. Тактика фокусируется на минимизации тех стереотипов, которые преобладают среди доминантной группы.
8. Манипулирование стереотипами. Данная тактика предполагает, что вместо активного противодействия стереотипам, члены безгласных групп используют общепринятые стереотипы для извлечения личной выгоды.
9. Тактика самоуверенного общения. М.Орбе отмечает, что при использовании данной тактики, представители менее влиятельных групп не ограничивают ни своё поведение, ни язык рамками общепринятых коммуникационных правил и норм.
10. Повышенная видимость. Согласно данной стратегии, члены зависимой группы стремятся быть более заметными, чтобы их идеи были услышаны доминирующей группой.
11. Использование связей. Данная тактика направлена на формирование связей с лицами, разделяющими культурную самобытность, а также с представителями доминирующих групп, заслуживающих доверия, для эффективной коммуникации с другими членами доминирующих групп.
12. Конфронтация. Данная стратегия предполагает столкновение двух идеологий: зависимой и доминирующей группы.

## Отличие теории безгласных групп от теории позиционного феминизма
Джулия Т. Вуд определяет несколько главных различий:
1. Теория безгласных групп фокусируется на одной стороне проявления властных отношений — языке, а теория позиционного феминизма[англ.] уделяет внимание знаниям;
2. Теория безгласных групп предполагает, что отсутствие права голоса связано напрямую с нахождением в менее влиятельной группе. Теория позиционного феминизма не выстраивает прямой линии между тем, является ли этот человек женщиной и имеет ли этот человек феминистские взгляды;
3. Теория безгласных групп направлена на привлечение внимания к безгласным группам и обеспечение их представленности. Теория позиционного феминизма сконцентрирована на развитии метода построения знаний о социальном положении женщин.

## Развитие теории
В 1996 году совместив теорию безгласных групп и теорию позиционного феминизма, М.Орбе ввёл в коммуникативистику сокультурную теорию, которая имеет целью создание эффективной коммуникации между членами недоминантной группы и доминатной группы через поиск общих черт среди членов данных групп.

## Области применения теории безгласных групп

### Язык
В 1985 году Ч.Кремери и П.Трайклер выпустили феминистский словарь, в котором содержатся 2500 женских слов и понятий. Целью выпуска данного словаря, как отмечают авторы, является переосмысление места женщины в языковой системе и изменение их «безгласного» статуса.

### СМИ
В 2005 году в США был создан Женский медийный центр писательницами и активистками Джейн Фонда, Робин Морган и журналисткой Глорией Штайнем для обеспечения и анализа представленности женщин в американских СМИ.
В 1972 году в США американской активисткой Донной Аллен был основан Женский институт свободы печати. Организация направлена на развитие коммуникации между женщинами и обеспечения доступа общественности к созданным женщинами СМИ. Организация работает, как на территории США, так и за её пределами.

### Интернет
С развитием Интернета и систем передачи данных в 1990-х многие исследователи предполагали, что технологии могут повлиять на «контролёров» коммуникации. Ч.Кремери ввела три формы онлайн коммуникации, которые как считает автор, могут дать возможность менее влиятельным группам быть услышанными:
- Онлайн образование. На примере женщин, Кремери объясняет, что онлайн-занятия могут дать возможность отвлечься от ежедневного соответствия стереотипам, принятым в обществе. При этом, несмотря на гибкость учебных занятий в онлайн-среде, подчёркивает исследователь, мужчины чаще всего доминируют над женщинами в дискуссиях. Кремери утверждает, что профессора должны выступать в качестве модераторов обсуждения, активно пресекающих попытки доминирования в обсуждении какой-либо группы.
- Блоги. Кремери подчёркивает, что онлайн-дневники являются более децентрализованной формой коммуникации, предполагающей открытый разговор, публикации личных историй. С другой стороны, как отмечает автор, не все блоги равны между собой. СМИ и интернет пользователи в целом считают политические и новостные блоги особенно важными. Согласно Кремери, данные блоги пишутся мужчинами, вследствие чего их взгляды превалируют над женскими.
- Онлайн энциклопедии. Свободный доступ к онлайн-энциклопедиям позволил развивать познавательный и рефлексивный диалог между читателями и создателями статей. Как отмечает Кремери, такие энциклопедии создают равные условия для всех участников сообщества.

### История
Мери Дэйли, представительница радикальной феминистской традиции США, находившаяся под влиянием теории безгласных групп, на основе существующих в английском языке доминирующих канонов и коммуникационных моделей, путём усечения и обыгрывания создала новые лексемы, которые отразили «женский голос» и взгляд. Одним из примеров таких преобразований является слово «herstory» (её история), которое, путём отделения от слова «history» местоимения «his» (он) и замены этого местоимения на женское местоимение «her» (она), стало отражением призыва женщин пересмотреть историю с позиции женщин. Слово «herstory» не вошло в широкий лингвистический обиход, однако в интернете было создано несколько сайтов с таким названием, в которых отстаивается право женщин быть включёнными в историю человечества.

### Политика
В январе 2017 года после вступления в должность Президента США Дональда Трампа в Вашингтоне прошёл «Марш женщин». Это масштабная акция протеста, которая была посвящена защите прав женщин, трудящихся, ЛГБТ-сообщества, этнических и религиозных групп, расового равенства, а также вопросу иммиграционного режима и реформы здравоохранения. Слоганом данной акции стало «Услышьте наш голос». В Вашингтоне в акции приняли участие более 500 тыс. человек, среди них известные активисты и звезды.

## Критика теории
Дебора Таннен, американский лингвист, профессор Джорджтаунского университета и основатель теории гендерных стилей, критикует теорию безгласных групп за предположение, что мужчины пытаются контролировать женщин. Таннен признаёт, что существуют различия в стилях общения между мужчинами и женщинами и что эти различия иногда приводят к дисбалансу власти. В то же время Таннен предполагает, что проблемы вызваны именно различием в стилях коммуникации, а не стремлением получить контроль. Кремери считает, что предположения Таннен наивны. Она отмечает, что мужчины часто игнорируют или высмеивают заявления женщин об ущемлении их права голоса.